# Chimarra dommeli
Chimarra dommeli is een fossiele soort schietmot uit de familie Philopotamidae.